# Jaromír Hanzlík
Jaromír Hanzlík (* 16. února 1948 Český Těšín) je český herec.

## Život
V letech 1966 až 1993 byl členem souboru Vinohradského divadla, kam jej angažoval ředitel František Pavlíček rok po svém nástupu do funkce spolu s dalšími mladými herci (mimo jiné s Jaroslavem Satoranským). Brzy se stal oporou souboru. Partnerkou v uváděných inscenacích mu v tu dobu nejčastěji byla Daniela Kolářová (např. jako Shakespearova Ofélie a také Blažena nebo Dostojevského Soňa).
V roce 1988 byl jmenován zasloužilým umělcem. V roce 2018 získal na Zlín Film Festivalu ocenění Zlatý střevíček za mimořádný přínos kinematografii pro děti a mládež.
Po odchodu z divadla se příležitostně věnoval vystupování v televizi a ve filmu.

## Divadelní role, Vinohradské divadlo, výběr
- 1966 William Shakespeare: Troilus a Kressida, Troilus (alternace Jaroslav Satoranský), režie Stanislav Remunda
- 1967 Karel Čapek: Matka, Toni (alternace Jaroslav Kepka), režie Luboš Pistorius (v hlavní roli Olga Scheinpflugová j. h. – její poslední divadelní role)
- 1968 Maxwell Anderson: Vím, že nic nevím, Lamprokles, režie Luboš Pistorius
- 1969 Georges Feydeau: Brouk v hlavě, Štěpán, režie Václav Hudeček
- 1970 Fráňa Šrámek: Měsíc nad řekou, Vilík, režie Jaroslav Dudek
- 1971 Molière: Lakomec, Kleant, režie Jaroslav Dudek
- 1971 William Shakespeare: Mnoho povyku pro nic, Beneš, režie František Štěpánek
- 1972 Karel Čapek: Loupežník, titulní role, režie František Štěpánek
- 1973 Michail Roščin: Valentin a Valentina, Valentin, režie Zdeněk Míka
- 1974 Jiří Hubač: Král krysa, Max, režie Jiří Dalík
- 1975 A. K. Tolstoj: Car Fjodor, titulní role, režie P. P. Vasiljev j. h.
- 1976 William Shakespeare: Hamlet, titulní role, režie Jaroslav Dudek
- 1979 Alexandr Gelman: My, níže podepsaní, Ljoňa Šindin, režie Ladislav Vymětal j. h.
- 1980 Jiří Hubač: Dům na nebesích, Fanda, režie Václav Hudeček j. h.
- 1981 J. Dunskij, V. Frid, A. Mitta: Sviť, sviť, má hvězdo, Iskremas, herec, režie Jaroslav Dudek
- 1982 N. V. Gogol: Revizor, Chlestakov, režie Jan Kačer j. h.
- 1984 F. M. Dostojevskij, J. Karjakin: Zločin a trest, Raskolnikov, režie Jaroslav Dudek
- 1986 Edmond Rostand: Cyrano z Bergeracu, titulní role, režie Jaroslav Dudek
- 1988 Sofoklés: Oidipús, titulní role, režie Jaroslav Dudek
- 1989 Michail Bulgakov: Mistr a Markétka, Ivan Bezprizorný, režie Jaroslav Dudek
- 1990 Jiří Šotola, Jaroslav Vostrý (dramatizace): Volný kód, Matěj Tanner (alternace Ladislav Frej), režie František Laurin
- 1992 John Osborne: Komik, Archie Rice, režie Jaroslav Dudek j. h.
- 1993 Oldřich Daněk: Jak snadné je vládnout aneb Karel IV. – autoportrét, Milíč z Kroměříže, režie Jaroslav Dudek j. h.

## Filmografie
- Slunečná (2020)
- Léto s gentlemanem (2019)
- Gangster Ka (2015)
- Sanitka 2 (2013)
- Muži v říji (2009)
- Nepolepšitelný (2009)
- Smyčka (2009)
- Pokoj v duši (2009)
- Talár a ptačí zob (2003)
- Svědek (2002)
- O perlové panně (1997)
- Nesmrtelná teta (1993)
- Bláha a Vrchlická (1991)
- Pilát Pontský, onoho dne (1991)
- Uzavřený pavilón (1991)
- Motýlí čas (1990)
- Jen o rodinných záležitostech (1990)
- Něžný barbar (1989)
- Konec starých časů (1989)
- Cirkus Humberto (1988)
- Dva na koni, jeden na oslu (1986)
- Synové a dcery Jakuba skláře (1985 TV seriál)
- Případ Platfus (1985)
- My všichni školou povinní (1984 TV seriál)
- Oldřich a Božena (1984)
- Barrandovské nokturno aneb Jak film tančil a zpíval (1984)
- ...a zase ta Lucie! (1984)
- Lucie, postrach ulice (1984)
- Slavnosti sněženek (1983)
- Tažní ptáci (1983)
- Postřižiny (1981)
- Jak je důležité míti Filipa (1979)
- Tvář za sklem (1979)
- Ve znamení Merkura (1978 TV seriál)
- Tajemství Ocelového města (1978)
- Ikarův pád (1977)
- Léto s kovbojem (1976)
- O Terezce a paní Madam (1976)
- Mys dobré naděje (1975)
- Dva muži hlásí příchod (1975)
- Jak utopit dr. Mráčka aneb Konec vodníků v Čechách (1974)
- Poslední ples na rožnovské plovárně (1974)
- Lidé z metra (1974)
- Byl jednou jeden dům (1974)
- Noc na Karlštejně (1973)
- Pokus o vraždu (1973)
- Dny zrady I., II. (1973)
- Půlnoční kolona (1972)
- Hliněný vozíček (1972 TV hra)
- Metráček (1971)
- Kateřina a její děti (1970)
- Luk královny Dorotky (1970)
- Nevěsta (1970)
- Ďábelské líbánky (1970)
- Na kolejích čeká vrah (1970)
- Slasti Otce vlasti (1969)
- Žert (1968)
- Čest a sláva (1968)
- Maratón (1968)
- Nejlepší ženská mého života (1968)
- Naše bláznivá rodina (1968)
- ...ani kapka vojenské krve (1968)
- Zmluva s diablom (1967)
- Dobrodružství Toma Sawyera (1967)
- Finský nůž (1965)
- Každý mladý muž (1965)
- Bloudění (1966)
- Kočár do Vídně – role: německý voják (1966)
- Romance pro křídlovku (1966)
- Hastrman (1955)

## Televize
- 1969 Dvě Cecilky (pohádka) – role: královský Kubíček
- 1969 Záhada hlavolamu (seriál) – role: Jan Tleskač
- 1971 Zločin na Zlenicích hradě (inscenace) – role: Jan ze Zlenic
- 1971 Taková normální rodinka (seriál) – role: Zdeněk Tumlíř, manžel Káči
- 1971 Bližní na tapetě (cyklus mikrokomedií Malé justiční omyly) – role: syn Jirka Nesveda (7.příběh: Tatínek)
- 1972 Podezřelé prázdniny (minisérie) – role: strážmistr Björk
- 1976 Nemocnice na kraji města (seriál 1976–1981) – role: řidič sanitky Roman Jáchym
- 1977 Žena za pultem (seriál) – role: skladník Oskar
- 1979 Plechová kavalerie (seriál) – role: kombajnista Vilda Muclinger
- 1982 Dobrá Voda (seriál)
- 1984 Sanitka (TV seriál) – role: MUDr. Vojta Jandera
- 2003 Nemocnice na kraji města po dvaceti letech (seriál) – role: starosta Boru Roman Jáchym

## Moderované pořady
- Úsměvy (1997–2008, TV)